# Etamina
Etamina – rodzaj bawełnianej tkaniny o splocie płóciennym. Charakterystyczną cechą etaminy jest ażurowość uzyskiwana jedną z dwóch metod. Najczęściej stosuje się strefowe zmniejszenie liczności nitek osnowy lub również wątku w tkaninie, rzadziej – specjalne sploty tzw. gazejskie. Pierwotnie etamina była tkaniną jedwabną. Stosowana jest na różnego typu koszule, bluzki oraz bieliznę. Potocznie nazwą etamina określa się cienkie tkaniny bawełniano-poliestrowe o splocie płóciennym i podobnym do etaminy zakresie zastosowań.